# Domicelė Mikalauskaitė
Domicelė Mikalauskaitė (* 25. November 1923 in Sobuva bei Jieznas, Rajongemeinde Prienai; † 10. Februar 2020) war eine litauische Physiologin und Biochemikerin.

## Leben
Nach dem Abitur absolvierte sie 1947 ein Diplomstudium an der Vilniaus universitetas (VU) und 1966 promovierte in Biologie.
Von 1945 bis 1993 arbeitete sie an der VU. Von 1967 bis 1988 war sie Leiterin des Lehrstuhls an der Medizinfakultät der VU. Ab 1989 war sie Professorin. Von 1954 bis 1962 leitete sie eine Abteilung am Institut für Hygiene. Sie starb im Februar 2020 im Alter von 96 Jahren.

## Bibliografie
- Sveika mityba, 1960
- Mityba, 1986, antrasis leidimas – 1996
- Profilaktinė mityba, 2003
- Fiziologija, vadovėlis, su kitais, 1978
- Kraujo sistemos fiziologija, vadovėlis, su kitais, 1989

## Preise
- Staatspreis Sowjetlitauens, 1984